# Pravý břeh, levý břeh
Pravý břeh, levý břeh (v originále Rive droite, rive gauche) je francouzský hraný film z roku 1984, který režíroval Philippe Labro podle vlastního scénáře. Snímek měl světovou premiéru 31. října 1984.

## Děj
Z lásky k Sashe, rozvedené mladé ženě z levého břehu, způsobí obchodní právník Paul z pravého břehu politický skandál a pošpiní svého největšího klienta, slavného finančníka Pervillarda.

## Obsazení
| Gérard Depardieu       | Paul Senanques                   |
| Nathalie Baye          | Alexandra (Sasha) Vernakis       |
| Carole Bouquet         | Babée Senanques                  |
| Bernard Fresson        | François-René Pervillard         |
| Jacques Weber          | Guarrigue, Senanquesův společník |
| Charlotte de Turckheim | Catherine, Sachina šéfová        |
| Marcel Bozonnet        | Pervillardův důvěrník            |
| Philippe Laudenbach    | konferenciér                     |
| Jean-Yves Berteloot    | lékař                            |
| Jérôme Anger           | lékař                            |
| Eric Prat              | novinář                          |
| François Bernheim      | Landau                           |
| Jacques Boudet         | ministr                          |
| Daniel Colas           | Franchet                         |
| Marc de Jonge          | Jaffré                           |
| Robert Bruce           | Bobby                            |
| Claude Lecat           | Marie                            |
| Roland Oberlin         | Marlat                           |
| Jean-François Josselin | Jean-François                    |
| Philippe Tansou        | Carré                            |
| Agnès Daems            | správcová                        |
| Jean Farran            | ředitel                          |
| Renaud Gast            | Charlie                          |
| Jacques Herlin         | pan Vernakis                     |
| Catherine Mongodin     | Marie-Claude                     |
| Morgan Paupe           | Julien Senanques                 |
| Jacques Pélissier      | muž z televize                   |
| Michel Pilorgé         | předseda                         |
| Jacqueline Staup       | paní Racet, sekretářka           |
| Beth Todd              | Sophie                           |